# Jardim Ester Yolanda
Jardim Ester, bairro a alta do distrito do Rio Pequeno,subprefeitura do Butantã, na Zona Oeste da cidade de São Paulo.
Tem como principal referência o km 15 da Rodovia Raposo Tavares, onde, no sentido Interior (São Paulo - Cotia), existe uma entrada para o bairro.
Conta com uma boa infra-estrutura,, escolas municipais e estaduais, colégio particular, bancos, farmácias, padarias, academias, locadoras e imobiliárias, e está bem localizado próximo a pontos de interesse do Butantã.
Fácil e bem próximo ao acesso as alças do Rodoanel Mário Covas no Km 20 da Rodovia Raposo Tavares, e a outras rodovias do Estado de São Paulo.
O bairro conta também com a Unidade de Pronto Atendimento (UPA) Rio Pequeno, Hospital Municipal e Maternidade Prof. Mario Degni, Colégio Albert Sabin, Barley Tênis clube Parque Princípes, Ecoponto e com diversas linhas de Ônibus que atendem a região. Todo o bairro  contrastando com prédios e casas de alto padrão.
Os rápidos acessos são pela Rodovia Raposo Tavares ou pela Avenida Escola Politécnica, têm transformado o distrito em área de lançamentos residenciais, uma área ZER (Zona estritamente Residencial); áreas como, Jardim Ester, Residencial Parque dos Príncipes, Colinas de São Francisco e Villas de São Francisco são áreas de classe média e média-alta.